# جيرالد ماكان (مصمم أزياء)
جيرالد ماكان (بالإنجليزية: Gerald McCann)‏ هو مصمم أزياء بريطاني، ولد في 1931 في إنجلترا في المملكة المتحدة.